# مايك غايل
مايك غايل (بالإنجليزية: Mike Gayle) هو صحفي ومؤلف وكاتب بريطاني، ولد في 1970 في برمنغهام في المملكة المتحدة.

## وصلات خارجية
- الموقع الرسمي